# Notte di luce (romanzo Philip J. Farmer)
Notte di luce (The Night of Light) è un romanzo di fantascienza dello scrittore statunitense Philip José Farmer del 1957.

## Storia editoriale
L'opera, già pubblicata come romanzo nel 1957 con il titolo The Night of Light, è stata espansa nel 1966 con il titolo abbreviato in Night of Light, raggruppando in quest'ultima forma, oltre all'originario nucleo, altri quattro tra racconti e romanzi brevi, pubblicati precedentemente e aventi tutti quale protagonista il personaggio di padre John Carmody. In particolare, le opere utilizzate nell'assemblaggio del romanzo del 1966, nei vari capitoli sono di seguito elencate.
Parte primaNotte di luce (I), è la 1ª parte del romanzo The Night of Light, pubblicata nella rivista Fantasy & Science Fiction nel giugno 1957, pubblicata in Italia nel 1970.
Parte secondaUn viaggio di pochi chilometri, racconto lungo intitolato A Few Miles pubblicato nella rivista Fantasy & Science Fiction nell'ottobre 1960, pubblicato in Italia per la prima volta in quest'opera, nel 1976, con il titolo Un viaggio di poche miglia e nel 2007 come Un viaggio di pochi chilometri.
Parte terzaPrometeo, racconto lungo intitolato Prometheus pubblicato  nella rivista Fantasy & Science Fiction nel marzo 1961, pubblicato in Italia nel 1972.
Parte quartaIl giusto atteggiamento, racconto intitolato Attitudes pubblicato nella rivista Fantasy & Science Fiction nell'ottobre 1953, pubblicato in Italia nel 1974 con il titolo Il frate e il giocatore.
Parte quintaIl padre del pianeta, racconto breve intitolato Father, pubblicato nella rivista Fantasy & Science Fiction nel luglio 1955, pubblicato in Italia nel 1973 con il titolo Padre.
Parte sestaNotte di luce (II), è la 2ª parte del romanzo The Night of Light, pubblicata nella rivista Fantasy & Science Fiction nel giugno 1957, pubblicata in Italia nel 1970.
L'opera, nel 1981, ha avuto un seguito nel romanzo Father to the Stars, anche questo realizzato con precedenti racconti assemblati insieme.
In Italia il romanzo, nella versione del 1957 intitolata The Night of Ligh, è stato pubblicato nel 1970, mentre invece la versione estesa del 1966, intitolata Night of Ligh, è stata tradotta in Italia nel 1976.

## Edizioni
- Philip José Farmer, Night of Light, New York, Berkley Medallion, 1966.
- Philip José Farmer, Notte di luce, traduzione di Riccardo Valla, Cosmo Serie Oro. Classici della Narrativa di Fantascienza, n. 22, Milano, Editrice Nord, maggio 1976.
- Philip José Farmer, Notte di luce, traduzione di Riccardo Valla, Urania Collezione, n. 052, Milano, Mondadori, maggio 2007.